# Voepass Linhas Aéreas
A Voepass Linhas Aéreas (IATA: 2Z, ICAO: PTB, Hívójel: PASSAREDO), korábban Passaredo Linhas Aéreas, Brazília negyedik legnagyobb légitársasága, székhelye Ribeirão Preto városában található. Regionális járatokat üzemeltet Brazíliában, bázisa a Leite Lopes repülőtéren van.

## Története

### Kezdetek
A légitársaságot José Luiz Felício üzletember, a Viação Passaredo buszvállalat tulajdonosa és a légitársaság jelenlegi elnökének, José Luiz Felício Filho apja alapította 1995-ben. Működését 1995. július 3-án kezdte meg két Embraer EMB-120 Brasília típusú repülőgéppel és olyan városokat kötött össze, mint Ribeirão Preto, Teresina, Goiânia, Brazíliaváros, São Paulo, Curitiba, São José dos Campos, Belo Horizonte és Vitória da Conquista. A járatok sikerére építve a vállalat egy harmadik, ugyanilyen típusú gépet lízingelt hogy bővítse kapacitását.
1997-ben a Passaredo üzembe helyezett egy szélestörzsű Airbus A310-300-as típusú, 244 utas befogadására alkalmas repülőgépet, ezzel pedig az első ilyen brazil légitársaság lett. Ezt egy második repülőgép követte, amellyel charterjáratokat üzemeltetett Brazília északkeleti államaiba és a Karib-térségbe.
Ugyanebben az időszakban két ATR-42-300-as turbólégcsavaros repülőgépet is beszerzett, és további három gépet tervezett beszerezni a flotta korszerűsítése és bővítése miatt, lecserélve a három Embraer repülőgépet. Azonban kevesebb mint két évvel az üzembe helyezésük után mindegyiket visszaszolgáltatták a lízingcégeknek, miután 1999-ben egy Brazíliát sújtó pénzügyi válság miatt a brazil nemzeti valuta, a real erősen leértékelődött.
2002. április 4-én a pénzügyi nehézségek miatt a légitársaság bejelentette, hogy azonnali hatállyal, határozatlan időre felfüggeszti valamennyi járatát, és a kizárólag az 1997-ben vásárolt két Embraer repülőgépből álló flottáját leállítja.

### A visszatérés
2004 márciusában hosszas előkészületek után, immár a Viação Passaredo tulajdonosától, a Passaredo Grouptól függetlenül, a légitársaság Passaredo Linhas Aéreas néven, a két évvel korábban leállított két EMB-120 Brasília típusú repülőgépeinek egyikével újra megkezdte működését. Nem sokkal később a második gépet is üzembe helyezték, és további négy Brasília típusú gépet adtak hozzá a flottához, amelyeket 2009 áprilisától kezdve fokozatosan Embraer repülőgépek váltottak fel.
2008-ban a Passaredo bemutatta új arculatát, valamint ambiciózus útvonal- és flottabővítési tervét, amellyel öt darab 50 férőhelyes Embraer ERJ-145 repülőgép beszerzését is bejelentették. A használt repülőgépeket közvetlenül az Embraertől lízingelték, az első átvételét 2009 áprilisára tervezték.
2009-ben új járatokat indítottak olyan városokba, mint Rio de Janeiro, São Paulo, Porto Alegre, Palmas, Bauru, Marília, Barreiras, Presidente Prudente, Goiânia és Recife. Ezzel a vállalat több mint kétszeresére növelte a rendelkezésre álló helyek számát, és Brazília második legnagyobb regionális légitársaságává vált.
2010-ben a légitársaság egy ERJ-135-öst szerzett be, hogy felgyorsítsa a flotta megújítását, és így tovább bővítse hálózatát. 2011. április 29-én nyugdíjazták az utolsó három EMB-120-as turbólégcsavaros repülőgépet, azonban megszüntették a a Maríliába, Bauruba és Presidente Prudentébe üzemeltetett járatokat, arra hivatkozva, hogy az ERJ-145-ösök kapacitása túl nagy volt az útvonalakon jelentkező igényekhez képest.
2010-től 2014-ig a Passaredo partnerséget kötött a GOL Linhas Aéreas légitársasággal, amely a TAM Airlines (ma LATAM Airlines) légitársasággal kötött korábbi hasonló megállapodás helyébe lépett. 2014-ben azonban újra működési partnerséget alakított ki a TAM Airlines-szal.
2012. május 23-án bejelentették 10 darab ATR 72-600-as repülőgép megvásárlását, további tíz repülőgép megvásárlására vonatkozó opcióval. Emellett a flotta bővítése érdekében lízingelt hat ATR 72-500-as közül az elsőt is üzembe helyezték.

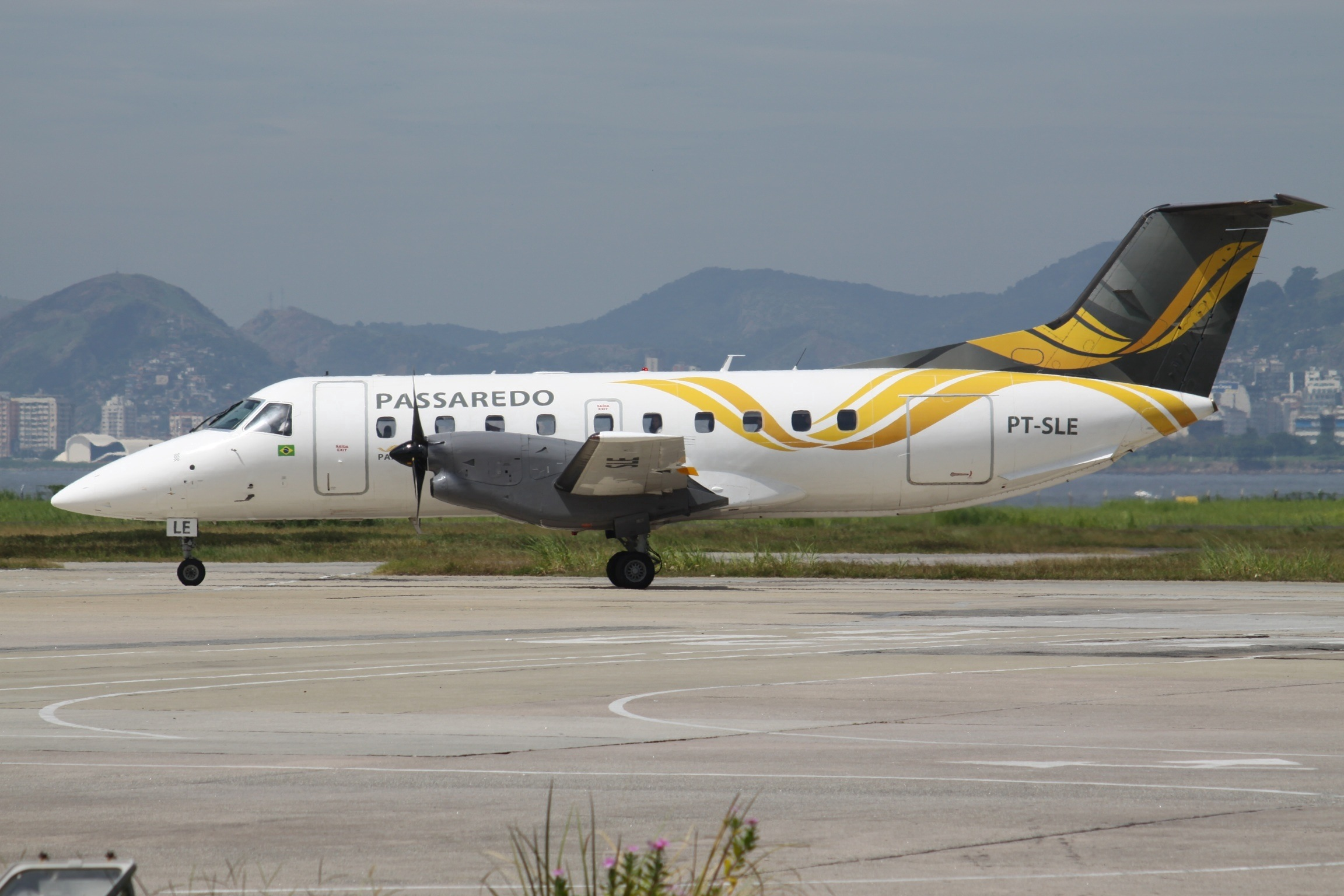
A Passaredo PT-SLE lajstromú repülőgépe új arculattal 2008-ban

2012. október 19-én a cég csődeljárást indított el és a bírósághoz fordult, hogy elindíthassák a reorganizációs eljárást. Ez nem befolyásolta a légitársaság működését. Miután a légitársaság csődvédelmet kért, úgy döntött, hogy a magas üzemeltetési és karbantartási költségek miatt megkezdi az Embraer repülőgépekből álló flottájának kivonását, és flottáját ATR 72 típusú turbólégcsavaros repülőgépekkel egységesíti, amelyek amellett, hogy gazdaságosabbak, több ülőhellyel rendelkeznek, és alkalmasak a korlátozott infrastruktúrájú repülőtereken történő üzemeltetésre.
2014-ben az Avianca Brasil mellett a Passaredo az AirlineRatings.com rangsorában Brazília legbiztonságosabb légitársaságának számított, és hét csillagot kapott. Összesen 149 értékelt légitársaság kapott hét csillagot, ami a legmagasabb pontszám.

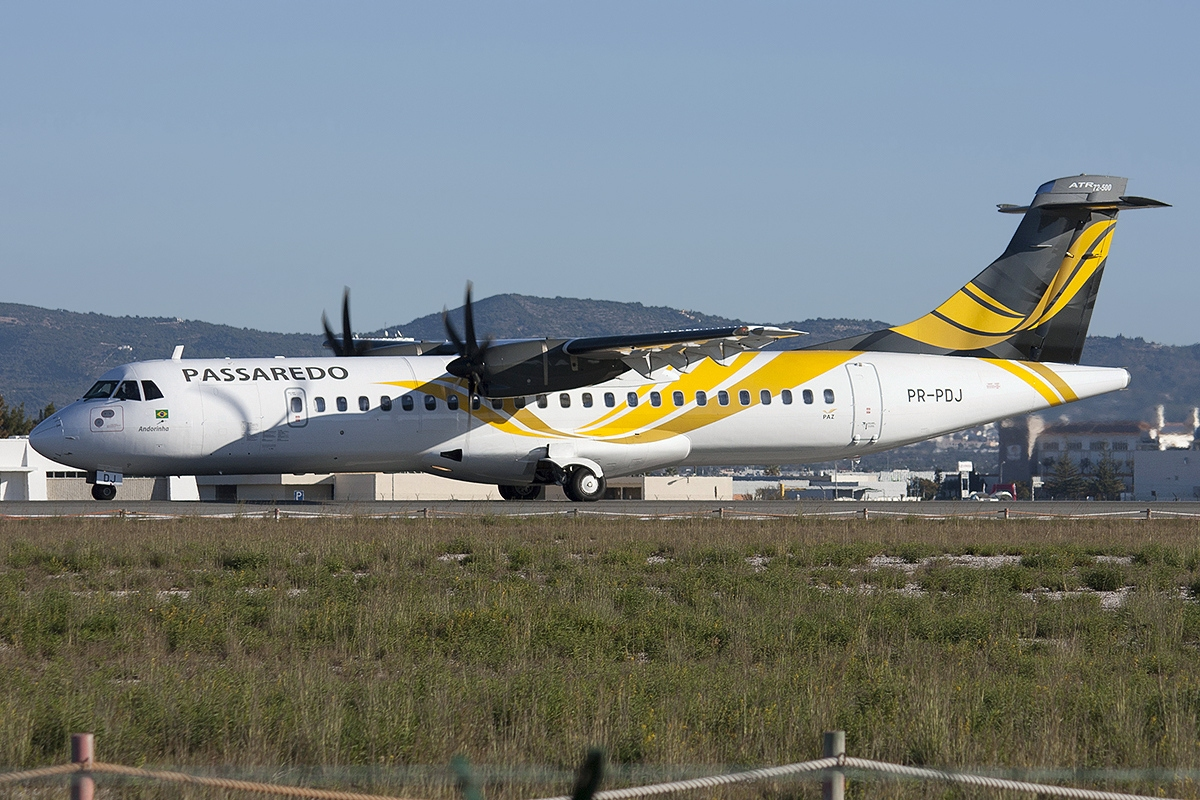
A légitársaság ATR 72-500-as repülőgépe taxizás közben

2017 januárjában a Passaredo egyes járatokon újra partnerséget alakított ki a GOL Linhas Aéreas légitársasággal, miközben a LATAM Airlines-szal is fenntartotta partnerségét.
2017. július 3-án a vállalatot eladták a Viação Itapemirimnek és augusztus 24-én kikerült a csődeljárásból, de 2017. szeptember 11-én szerződésszegés miatt felmondták az eladásról szóló szerződést.

### Arculatváltás
2019 júniusában a GOL Linhas Aéreas és a Passaredo egy kapacitásvásárlási megállapodással bővítette kereskedelmi együttműködését, amelynek keretében a légitársaság regionális járatokat üzemeltet a GOL nevében, kezdetben Brazíliaváros és São José do Rio Preto, Araguaína, illetve Barrerias között. Az évek során a megállapodást kibővítették, és a légitársaság 14 célállomásra is üzemeltetett járatokat kizárólag a GOL által forgalmazott, de a Passaredo gépei és személyzete által működtetve.
2019. augusztus 21-én a légitársaság bejelentette a MAP Linhas Aéreas megvásárlását, beleértve a São Paulo–Congonhas repülőtéren a MAP-nak augusztus 14-én biztosított 12 résidőt is. A Passaredo emellett 14 résidőt kapott. Ugyanezen a napon a Passaredo bejelentette, hogy nevét VOEPASS Linhas Aéreas-ra változtatja.
2021. június 8-án a GOL Linhas Aéreas bejelentette, hogy 120 millió realért megvásárolja a MAP Linhas Aéreas-t a vállalattól. A tranzakció magában foglalta a São Paulo-Congonhas repülőtéren a MAP és a VOEPASS tulajdonában lévő 26 résidőt.
2022. november 3-án a légitársaság a Nemzetközi Légi Szállítási Szövetség tagja lett. Két nappal később, 2022. november 5-én csatlakozott a Latin-Amerikai és Karib-térségi Légi Szállítási Szövetséghez.
2023 áprilisában, miután a Brazil Nemzeti Polgári Repülési Ügynökség az előző évben kiadott egy új szabályozási modellt, amely lehetővé tette a légitársaságok számára, hogy résidőket adjanak el anélkül, hogy felvásárlási megállapodásra lenne szükség, a GOL visszavonta a MAP Linhas Aéreas felvásárlásáról szóló megállapodását, és csak a São Paulo-Congonhas repülőtéren lévő résidőket vásárolta meg. Így a Voepass továbbra is birtokolja a MAP Linhas Aéreas infrastruktúráját, beleértve az üzemeltetési engedélyét, a flottát és a Manausból induló útvonalait.

## Célállomások
2024 áprilisában a légitársaság számos belföldi úticélra üzemeltetett járatokat Brazíliában.

### Codeshare partnerek
2024 áprilisában a Voepass Linhas Aéreas a következő légitársaságokkal kötött codeshare-megállapodást:
- LATAM Airlines

## Flotta
A légitársaság flottája kizárólag az olasz-francia tulajdonban lévő ATR repülőgépgyártó turbólégcsavaros repülőgépeiből áll.
| Típus      | Szolgálatban | Megrendelés | Utasok | Megjegyzés                                                     |
| ---------- | ------------ | ----------- | ------ | -------------------------------------------------------------- |
| ATR 42–500 | 2            | —           | 48     | A MAP Linhas Aéreas üzemelteti.                                |
| ATR 72–500 | 9            | —           | 68     |                                                                |
| ATR 72–500 | 9            | —           | 72     | A PR-RDT lajstromú repülőgépet a MAP Linhas Aéreas üzemelteti. |
| ATR 72–500 | 9            | —           | 74     |                                                                |
| ATR 72–600 | 4            | —           | 68     |                                                                |
| ATR 72–600 | 4            | —           | 72     |                                                                |
| Összesen   | 15           | —           |        |                                                                |

## Balesetek és incidensek
- 2010. augusztus 25-én a légitársaság Embraer ERJ-145 típusú, 2231-es járatot teljesítő repülőgépe Vitória da Conquista megközelítése közben lezuhant. A repülőgép a kifutópálya eleje előtt landolt, és a személyzet elvesztette az irányítást, súlyosan megrongálva a gépet, mielőtt az a kifutópályától távolabb megállt volna. A fedélzeten tartózkodó huszonhét ember közül ketten megsérültek. A légitársaság közlése szerint a gép nem tudta kiengedni a futóművet, bár megfigyelők szerint a futómű már leszállás közben is ki volt engedve.[30]
- 2024. augusztus 9-én, helyi idő szerint 13:22-kor a légitársaság ATR 72-500-as típusú, 2283-as járatát teljesítő repülőgépe 61 fővel a fedélzetén lezuhant Vinhedo, Brazília közelében. A balesetben a fedélzeten tartózkodó mind a 61 ember életét vesztette. A baleset vizsgálat alatt áll.[31]

## Fordítás
Ez a szócikk részben vagy egészben  a   Voepass Linhas Aéreas című angol Wikipédia-szócikk ezen változatának fordításán alapul.  Az eredeti cikk szerkesztőit annak laptörténete sorolja fel. Ez a jelzés csupán a megfogalmazás eredetét és a szerzői jogokat jelzi, nem szolgál a cikkben szereplő információk forrásmegjelöléseként.